# Noureddine al-Atassi
Noureddine al-Atassi (en arabe : نور الدين الأتاسي, Nūr ad-Dīn al-Atāsī), né le 11 janvier 1929 à Homs et mort le 2 décembre 1992 à Neuilly-sur-Seine, est un homme d'État syrien qui fut président de la Syrie de février 1966 à novembre 1970.

## Biographie
Issu de la famille Atassi, ce membre et cet idéologue du parti Baas en est aussi le secrétaire général, avant de devenir président de la République en février 1966. Cependant, beaucoup pensent qu'il a été instrumentalisé par Salah Jedid[réf. nécessaire].
Après le coup d'État du ministre de la défense, Hafez el-Assad, il est arrêté avec Salah Jedid et mis en prison. À sa libération, malade, il rejoindra finalement l’Algérie. Atteint d'un cancer de l'œsophage, il est transporté en France, à l'hôpital américain de Neuilly-sur-Seine, où il décède 11 jours plus tard, en 1992. Son fils, Ali al-Atassi, est un journaliste et un militant des droits de l'homme.